# 平岗镇 (东辽县)
平岗镇，是中华人民共和国吉林省辽源市东辽县下辖的一个乡镇级行政单位。

## 行政区划
平岗镇下辖以下地区：
北山社区、桥南社区、长安社区、安民社区、大营社区、长平社区、前进村、石咀村、承恩村、身安村、共安村、平安村、悦安村、榆田村、老龙村和大营村。